# 有机发光晶体管
有机发光晶体管（英語：organic light-emitting transistor，简称OLET；也称有机发光敏晶体管）是一种新型的发光晶体管。该种晶体管已被声称具有显示器和片上光互連的潜力。OLET是一种新的发光概念，可以采用标准的微电子学技术轻松地集成在如硅、玻璃、纸张等基板上。
OLET与有機發光二極體（OLED）的不同之处在于，有源矩阵可以完全由OLET制成，而OLED必须与诸如TFT的开关元件组合。